# Бой при Хюнервассере
Бой при Хюнервассере (нем. Gefecht bei Hühnerwasser) — первое столкновение во время австро-прусской войны между войсками Пруссии и Австрии, произошедшее 26 июня 1866 года.

## Стратегическая ситуация
После того, как Эльбская армия под командованием генерала Герварта фон Биттенфельда численностью в 46 000 человек достигла границы с Богемией от Торгау через Дрезден (18 июня), она 23 июня продвигалась параллельно 1-й армии через Вальтерсдорф и Сваллау в Лангене. Колонны вошли в Богемию, не встретив сопротивления на перевалах.
Австрийский главнокомандующий Бенедек первоначально планировал только задержать две прусские армии в Богемии, в то время как он хотел продвинуться с остальной частью своей северной армии от Оломоуца до Гичина, чтобы разбить там две прусские армии Биттенфельда и Фридриха Карла, прежде чем вторая армия наследного принца сможет атаковать. Однако, вопреки первоначальному плану, 26 июня около 15 часов Клам-Галласу, как командующему австрийскими и саксонскими войсками в северо-западной Чехии, был отдан приказ любой ценой удерживать оборону на Изере. Клам-Галлас и принц Альберт Саксонский стояли с основными силами в Мюнхенгреце, 33 000 солдат, примерно в 10 км к востоку от Хюнервассера (ныне Курживоды, Либерецкий край). Чтобы отбросить аванпосты Эльбской армии, Леопольд Гондрекурт двинулся на Хюнервассер с примерно 1500 солдатами линейной пехоты и егерями. К этому моменту войска Эльбской армии были измотаны. В городе находились два батальона 31-й бригады.

## Ход боя
Австрийцам удалось продвинуться через густой лес прямо перед городом, а затем около 18:00 встретилась с прусской ротой, которая отдыхала под деревьями на окраине города. Пруссаки открыли огонь и, таким образом, предупредили своих товарищей в деревне, которые немедленно вступили в бой и перешли в атаку. Гондрекурт построил свой отряд на дороге, произвёл три залпа, а затем ударил в штыки, но был встречен ружейными залпами четырёх построившихся прусских рот. Получив огневой отпор, австрийцы бежали с поля боя. Гондрекурт, увидев, что быстро приближаются другие прусские подразделения, отошёл в сторону Мюнхенгреца.

## Результаты
В этой первой короткой стычке пруссаки потеряли в общей сложности 50 человек. Австрийцы потеряли 277 убитыми, ранеными и пленными. Потеря почти 20 % от общего числа солдат за время такого короткого боя ранее считалась неприемлемой. Победа пруссаков была достигнута благодаря использованию игольчатых винтовок Дрейзе.
День спустя Эльбская армия объединилась с прусской 1-й армией на другой стороне от Турнау и Подола. Следующим было сражение при Мюнхенгреце.